# Кража, или Белое солнце Крыма
«Кража, или Белое солнце Крыма» (укр. «Крадіжка, або Біле сонце Криму») — книга украинской журналистки и телеведущей Наташи Влащенко, выпущенная в 2017 году харьковским издательством «Фолио», посвящённая аннексии Крыма Российской Федерацией

## Описание
Изданием книги занималось харьковское издательство «Фолио», издана на двух языках: русском и украинском. Книга имеет 394 страницы, она издана в твердом переплете форматом 170×240 мм.
Презентация книги «Кража, или Белое солнце Крыма» состоялась 21 мая 2017 в Книжном арсенале в Киеве.
В книге Влащенко рассказывается о событиях в Крыму зимы—весны 2014 года из первых уст Александра Турчинова, Александра Кихтенко, Арсена Авакова, Степана Полторака, Игоря Смешко, Валентина Наливайченко, Рефата Чубарова и многих других представителей всех ветвей украинской власти, а также жителей Крыма. Наташа Влащенко сопровождает свою книгу фотохроникой аннексии Крыма.
В приложении к книге представлен протокол заседания СНБО Украины, посвященный событиям в Крыму; а также очерк директора Национального института стратегических исследований академика Владимира Горбулина «Крым. Война: предпосылки российской агрессии» (укр. «Крим. Війна: передумови російської агресії».

## Реакция критики
Крымский проект украинской службы Радио Свобода «Крым. Реалии» отмечает, что «книга Влащенко вводит в оборот новые, если можно так выразиться, „свидетельские показания“, существенно расширяющие наши знания о захвате Россией полуострова». Украинская русскоязычная ежедневная газета «КП в Украине» внесла книгу Влащенко в рейтинг произведений, которые помогут лучше понять историю Украины.